# Edifício do Conselho Municipal de Maputo
O Edifício do Conselho Municipal de Maputo é um imóvel de inspiração clássica, inaugurado em 1 de dezembro de 1947 para albergar a então Câmara Municipal de Lourenço Marques. O edifício foi projectado pelo arquitecto Carlos César dos Santos, vencedor de um concurso público realizado para o efeito em 1937.
Encontra-se situado na Praça da Independência, em Maputo.